# Александров, Леонтий Петрович
Леонтий Петрович Александров (1857—1929) — доктор медицины, детский хирург. Один из основоположников детской хирургии как науки в России.

## Биография
Родился в 1857 году в Москве в семье служащего. После окончания гимназии (1875) поступил на медицинский факультет Московского университета. В 1881 году окончил курс университета и в течение 2 лет был домашним врачом в частном доме. Работал земским врачом (1883—1885) в Ливенском уезде Орловской губернии. Александров усовершенствуется в области хирургии за границей – в Вене у профессора Т. Бильроту, который оказал на Александрова большое влияние.
Вернувшись в Россию становится помощником прозектора при кафедре оперативной хирургии и топографической анатомии Московского университета, заведующим которой был профессор А. А. Бобров). В 1886 году открывается детская больница Святой Ольги в Москве. Основатель больницы граф Орлов-Давыдов, затративший большие средства на её постройку, обратился к профессору Боброву в поисках штатного хирурга. Бобров рекомендовал на должность старшего врача хирургического отделения Ольгинской больницы Александрова, который стал через некоторое время главным врачом этой детской больницы и проработал в ней в этой должности 38 лет (1889—1927).
Детская хирургия в то время делала только первые шаги. В 1893 году Александров получает должность приват-доцента Московского университета и впервые в России начинает преподавать студентам университета курс детской хирургии. Курс организованный Александровым просуществовал до 1898 года.
Один из основателей и соавтор устава Общества российских хирургов, редактировал печатный орган хирургического общества Москвы «Летопись хирургии». Основатель Общества детских врачей в Москве (1892). В течение 10 лет (1896-1905) Александров издавал на собственные средства журнал «Детская медицина».
В 1919 г. Александров был избран профессором Московского университета по кафедре хирургических заболеваний детского возраста 1-го МГУ, но не успел приступить к чтению лекций. В ноябре 1919 года в возрасте 61 года он добровольно вступил в ряды Красной Армии, где служил старшим врачом дивизиона самолётов «Илья Муромец» и гарнизонным врачом города Сарапула. После окончания гражданской войны Александров продолжил работу в детской больнице.
В 2019 году имя Леонтия Петровича Александрова было присвоено кафедре детской хирургии и урологии-андрологии Первого Московского медицинского университета им. И. М. Сеченова.
В общении с людьми Леонтий Петрович был удивительно спокойный, мягкий, благодушный человек, полный разнообразного и благожелательного интереса к жизни и к людям. Общение с ним всегда доставляло только радость… Всё меньше остаётся таких широко образованных в общечеловеческом смысле людей, каким был Леонтий Петрович, отдавший целиком всю многогранность своего ума, одарения и знания тому делу, за которое он брался.Т. П. Краснобаев